# Little Livermere
Little Livermere is een plaats en civil parish in het bestuurlijke gebied St Edmundsbury, in het Engelse graafschap Suffolk met 40 inwoners.